# Колмыков, Максим Олегович
Максим Олегович Колмыков (род. 25 августа 1999, Пенза) — российский хоккеист, нападающий.

## Биография
Воспитанник пензенского «Дизеля». В сезонах 2015/16 — 2019/20 — игрок команды МХЛ-Б / НМХЛ «Дизелист». С сезона 2018/19 также стал выступать за «Дизель» в ВХЛ. 30 августа 2021 года перешел в череповецкую «Северсталь» в обмен на денежную компенсацию. За два сезона провёл в КХЛ 75 матчей. 25 мая 2023 года был обменян на денежную компенсацию в «Адмирал». Сыграл 4 матча в КХЛ и 8 — за «Динамо-Алтай» в ВХЛ и 1 ноября 2023 года вернулся в «Дизель».